# کوچر بیرکار
کوچَر بیرکار (هنگام تولد: فریدون درخشانی)متولد ۱۳۵۶ در مریوان است، او ریاضیدان ایرانی و شهروند بریتانیا است. او استاد دانشگاه چینهوا و دانشگاه کمبریج است.
بیرکار در سال ۲۰۱۸ به دلیل فعالیت و پژوهش در زمینه هندسه جبری برنده مدال فیلدز شد. ایشان دومین ایرانی پس از مریم میرزاخانی است که برنده مدال فیلدز شده است. در همان روزی که مدال فیلدز به بیرکار تقدیم شد، مدال از او دزدیده شد. بیرکار در نظرخواهی مجله پراسپکت از بین ۵۰ نفر کاندید با رای ده‌ها هزار نفر از خوانندگان مجله به عنوان اندیشمند برتر سال ۲۰۱۹ انتخاب و معرفی شد.
او که در دانشگاه کمبریج انگلستان به تدریس و پژوهش مشغول بود، تحصیلات کارشناسی خود را در رشته ریاضی، در دانشگاه تهران سپری کرده‌است.
در ژوئن ۲۰۲۱ کوچر بیرکار (کۆچەر بیرکار) به‌طور رسمی به دانشگاه چینهوا در شهر پکن چین پیوسته‌است. مسئولان دانشگاه چینهوا طی مراسمی پیوستن بیرکار را به جمع استادان خود اعلام کردند.

## زندگی و تحصیلات
نام این دانشمند ایرانی کوچَر بیرکار است. او کوتاه مدتی پیش از انقلاب ۱۳۵۷ ایران در روستای نی در مریوان در استان کردستان زاده شد. او سومین فرزند یک خانوادهٔ شش‌فرزندی است. خانوادهٔ کوچر بیرکار، کشاورز سبزی برگی و گندم بودند. برادرش که شش سال از او بزرگتر بوده متوجه استعدادش شد و به او کمک کرد تا بر روی ریاضیات متمرکز شود. کوچر در ۱۰ یا ۱۱ سالگی ریاضیات و فیزیک پیشرفته، معادل سال آخر دبیرستان می‌خوانده‌است. بیرکار تحصیلاتش را تا دبیرستان در مریوان به پایان رساند.
او دانشجوی سال آخر کارشناسی دانشگاه تهران بود که به انگلستان سفر کرد و در المپیاد ریاضی بین‌المللی دانشجویی در سال ۲۰۰۰ که در کالج دانشگاهی لندن برگزار شد موفق به دریافت جایزهٔ سوم شد. او در آنجا، در پاسخ به مشکلات سیاسی، درخواست پناهندگی سیاسی کرد. دولت بریتانیا او را در ناتینگهام جا داد. در یک سالی که طول کشید تا پروندهٔ بیرکار از سوی دولت بررسی شود او با اعضای هیئت علمی دانشگاه ناتینگهام ملاقات کرد و پس از پذیرشِ درخواست پناهندگی‌اش، در آنجا ثبت‌نام کرد. در سال ۲۰۰۳ به عنوان آینده‌دارترین دانشجوی دکترا، بورس تحصیلی جامعهٔ ریاضیات لندن را گرفت. بیرکار در سال ۲۰۰۴ از دانشگاه ناتینگهام مدرک دکترا گرفت. نام ایشان «کوچَر بیرکار» در زبان کردی به معنی «مهاجرِ اندیشمند» است.
ریاضی‌دان مورد علاقه بیرکار، الکساندر گروتندیک است.
او می‌گوید هنگامی‌که در کوردستان بوده، روی دیوار باشگاه ریاضی که به آن می‌رفته، عکس برندگان مدال فیلدز بوده‌است و در رؤیای خود، دیدار با برندگان مدال فیلدز را تصور می‌کرده‌است.

## جوایز
بیشتر کارهای پژوهشی کوچَر بیرکار در زمینه هندسه جبری هستند. وی به خاطر پژوهش‌هایش برندهٔ جوایز زیر شد:
- جایزهٔ لورهولم (۲۰۱۰)[۲۱][۲۲]
- جایزهٔ بنیاد ریاضی پاریس (۲۰۱۰)[۲۳]
- جایزهٔ مور برای مقاله پژوهشی (۲۰۱۶)[۲۴]
- مدال فیلدز (۲۰۱۸)[۱۴]
- دکترای افتخاری دانشگاه صلاح‌الدین (۲۰۱۹)[۲۵]